# Козяк (община Карбинци)
Вижте пояснителната страница за други значения на Козяк.
Козяк (на македонска литературна норма: Козјак) е село в централната източна част на Северна Македония, община Карбинци.

## География
Селото е разположено в северните склонове на планината Плачковица, на около 3 километра източно от общинския център Карбинци.

## История
Край някогашната махалата Горни Козяк са развалините на античния град Баргала, както и запазената средновековна църква „Свети Георги“. Западно от селото е античната крепост Бандера.
В XIX век Козяк е село в Щипска кааза на Османската империя. Според статистиката на Васил Кънчов („Македония. Етнография и статистика“) от 1900 година Козякъ Долни има 106 жители, от които 36 българи християни и 70 турци и Козякъ Горни има 40 жители, всички турци.
Според Димитър Гаджанов в 1916 година в Долни Козяк живеят 34 турци и 26 българи.

## Личности
Починали в Козяк
- Асен Василев Кикименов, български военен деец, подпоручик, загинал през Междусъюзническа война[6]
- Вълко Киров Шиваров, български военен деец, подпоручик, загинал през Междусъюзническа война[7]